# Betty Berzon
Betty Berzon (* 18. Januar 1928 in St. Louis; † 24. Januar 2006 in San Fernando Valley, Kalifornien) war eine US-amerikanische Autorin und Psychotherapeutin.

## Leben
In ihrer Kindheit zog ihre Familie von St. Louis nach Arizona. Nach ihrer Schulzeit besuchte Berzon zunächst die Stanford University und studierte dann an der University of California in Los Angeles Psychologie, wo sie 1957 graduierte. 1962 erreichte Berzon ihren Master an der San Diego State University. Nach ihrem Studium war Berzon als Psychotherapeutin tätig. 1973 lernte sie Teresa DeCrescenzo kennen, die als Vorsitzende der Organisation Gay and Lesbian Adolescent Social Services arbeitete. 1993 heirateten sie symbolisch während einer Massenhochzeitszeremonie beim Marsch auf Washington für LGBT Rechte und Freiheit.
Berzon schrieb mehrere Bücher, insbesondere über das Thema Homosexualität. 1979 veröffentlichte Berzon das Buch Positively Gay, 1988 erschien das Buch Permanent Partners und 1996 veröffentlichte sie das Buch The Intimacy Dance.  2002 schrieb sie ihre Memoiren Surviving Madness, a Therapist's Own Story. Hierfür erhielt sie den Lambda Literary Award. In dem Schwulen-Magazin PlanetOut war sie mehrere Jahre mit einer Kolumne über schwule Beziehungen als Autorin vertreten. 1986 wurde bei Berzon Brustkrebs festgestellt. Nach einer Behandlung konnte die Krankheit zwar für einige Jahre bekämpft werden, doch 2001 kehrte der Krebs zurück, woran Berzon im Januar 2006 verstarb.

## Werke (Auswahl)
- Positively Gay, 1979
- Permanent Partners, 1988
- The Intimacy Dance, 1996
- Setting Them Straight, 1996
- Surviving Madness, a Therapist's Own Story, Memoiren (Lambda Literary Award)

## Preise und Auszeichnungen (Auswahl)
- Lambda Literary Award